# Stroganina

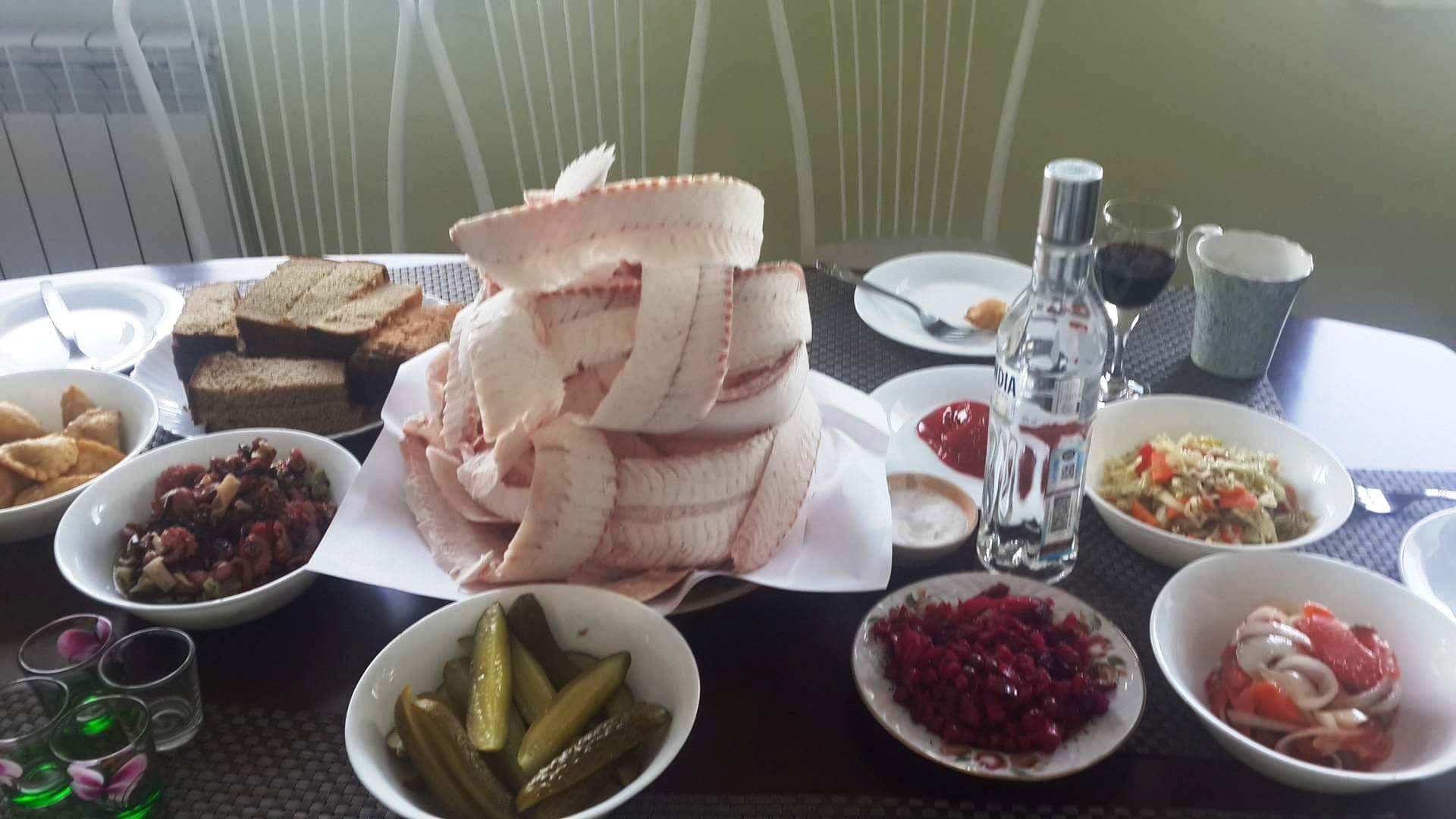
Stroganina présenté sur une table.

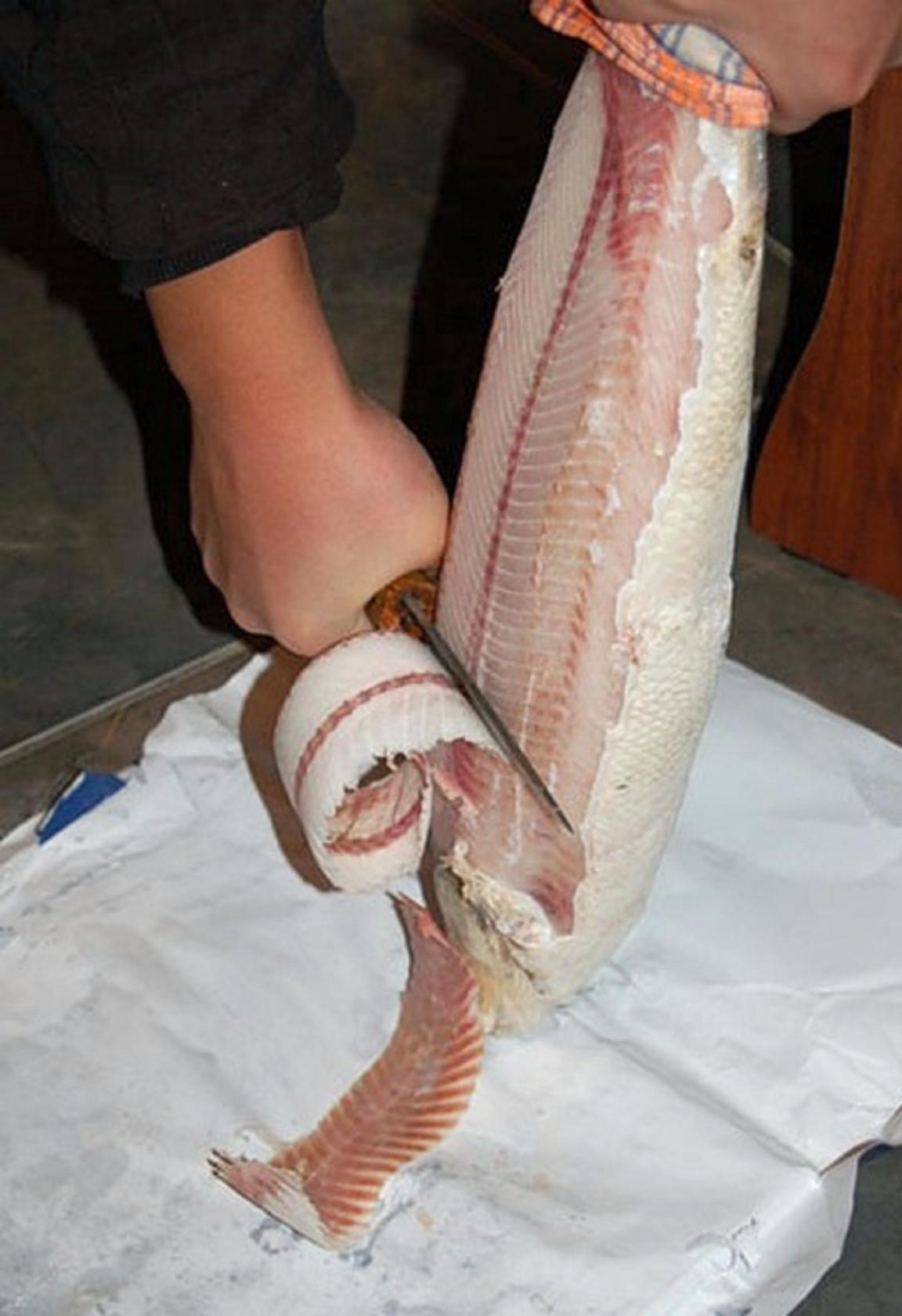
Préparation du stroganina avec un couteau iakoute.

Le stroganina (en russe, строганина, littéralement « copeaux ») est un plat des peuples indigènes de Sibérie arctique se composant de longues et fines tranches de poisson cru. Autour du lac Baïkal, on appelle ce plat raskolotka.